# 어메이징 스파이더맨
《어메이징 스파이더맨》(영어: The Amazing Spider-Man)은 마블 코믹스가 발행한 만화이다. 스파이더맨의 모험에 초점을 맞추고 있다. 2012년 이 만화의 이름을 딴 동명의 영화가 개봉하였다.
DC 코믹스의 슈퍼맨 이야기를 다룬 《액션 코믹스》, 배트맨 이야기를 다룬 《디텍티브 코믹스》가 2011년 New 52로 이슈 넘버링이 초기화 되면서 2012년 12월 700호로 완결되기까지 미국 코믹스 역사상 최장기록을 보유 했었다. 2014년 4월에 다시 재개되어 현재도 계속나오고 있다.

## 역사
스파이더맨 캐릭터는 스탠 리와 스티브 딧코에 의하여 탄생하였다. 이 둘은 1963년부터 1966년 38호까지 같이 작업을 했으며 딧코가 떠난 후로 리는 100호까지 작가로 활동했다. 그 이후로 수많은 작가와 작화가들이 스파이더맨 세계관을 창조 했으며 스펙태큘러 스파이더맨, 마블 팀업 등 여러 파생된 타이틀이 등장하기도 하였다. 441호 이후 마블은 어메이징 스파이더맨을 리런치 했으며 한때 볼륨 2 로써 넘버링을 처음부터 시작했으나 이슈 500부터 넘버링을 다시 이어 갔다.